# Parafia Świętego Jana Chrzciciela w Buczku
Parafia pw. Świętego Jana Chrzciciela w Buczku – parafia rzymskokatolicka znajdująca się w archidiecezji łódzkiej w dekanacie zelowskim. Mieści się przy ulicy Parkowej w Buczku. Parafię prowadzą księża archidiecezjalni.

## Historia
Pierwsze ślady istnienia budynku sakralnego na tym terenie, według ostatnich badań archeologicznych kościoła, są datowane na ok. XII wiek. W tym czasie istniała najpierw kaplica drewniana, a później murowana, wraz z wieżą obserwacyjną (w celu obserwacji traktu z Buczku do Sędziejowic).
Na XIV wiek datowane jest erygowanie parafii przez arcybiskupa gnieźnieńskiego Jarosława z Bogorii i Skotnik. W XV wieku wybudowano na miejscu starego kościoła, nowy, z fundacji ówczesnych właścicieli Buczku – Buczkowskich. Następnie dobudowywano kaplice- północną w XV wieku, oraz południową około XVII wieku. Około 1878 roku datowany jest generalny remont kościoła. W latach 1882–1886 wzniesiono murowaną plebanię.
Na przestrzeni wieków XIX i XX, zakupiono organy. W latach 1908–1910, na włościach kościelnych, przy głównej drodze w Buczku, wybudowano dom parafialny (zwany też ludowym), który przez długi czas służył jako centrum kultury dla okolicznych miejscowości. W czasie I wojny światowej, wojska niemieckie zrabowały kościół, zabierający przy tym dzwon z wieży kościelnej (proponowany później ówczesnemu proboszczowi parafii Niepokalanego Poczęcia NMP i Michała Archanioła w Łasku ks. Grzegorzowi Augustynikowi, w zamian za dzwony z łaskiego kościoła, który odmówił przyjęcia dzwonu, ponieważ uznawał to za świętokradztwo). W latach dwudziestych XX wieku, przebudowano wieżę kościelną, która stała się ośmioboczna (wcześniej miała cztery boki, obecnie takowa jest podstawa wieży), zmieniono pokrycie dachu z gontów na dachówkę i ufundowano 3 dzwony. Wówczas w planach było również poszerzenie kościoła. W czasie II wojny światowej, kościół zamknięto, cenniejsze rzeczy zostały wywiezione, zaś w gmachu urządzono stajnie.

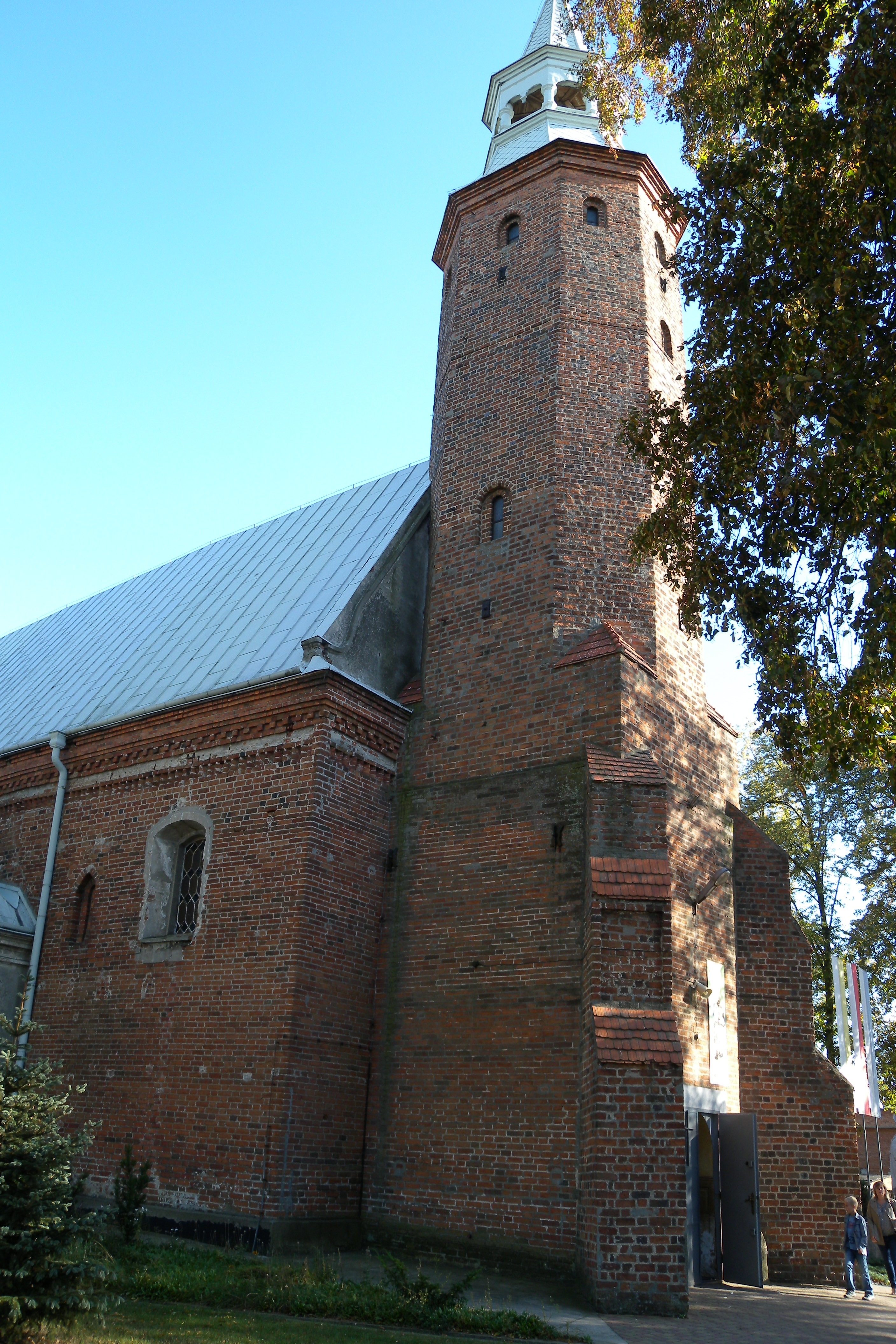
Kościół z boku

Po zakończeniu wojny, zakupiono 3 nowe dzwony i systematycznie kościół był remontowany- w 1954 r. wzmocniono fundament i pękającą ścianę północą, w 1968 r. założono nowy strop z supremy, zamieniony 12 lat później na strop żelbetonowy i sufit kasetonowy, zaś rok wcześniej zamieniono drewnianą podłogę, na marmurową posadzkę. W 1998 dokonano kapitalnego remontu plebanii.
W latach 2001–2002 odmalowano kościół wewnątrz, oraz odnowiono ołtarz główny. 24 czerwca 2007 roku odsłonięto pomnik papieża Jana Pawła II, stojący przed kościołem, a odsłonięcia dokonał biskup Ireneusz Pękalski. W latach 2010–2012 systematycznie odnowiono 2 ołtarze boczne, oraz ołtarz w kaplicy Gomulińskich. W 2012 roku parafia sprzedała dom parafialny, będący w złym stanie, oraz część ziemi należącej do parafii, gminie, za pieniądze z transakcji rozpoczęto budowę nowego domu parafialnego, gdzie będzie się mieścić m.in. sala na prowadzenie kursów przedmałżeńskich, działanie organizacji przy parafii np. Ruch Światło-Życie, pokoje dla wikarego oraz gości parafii itd.
Od 1981 roku parafianie uczestniczą w pieszej pielgrzymce Ziemi Łaskiej na Jasną Górę. W dniach 23–24 października 2009 roku miało miejsce nawiedzenie kopii obrazu Matki Boskiej Częstochowskiej.

## Budynek kościoła

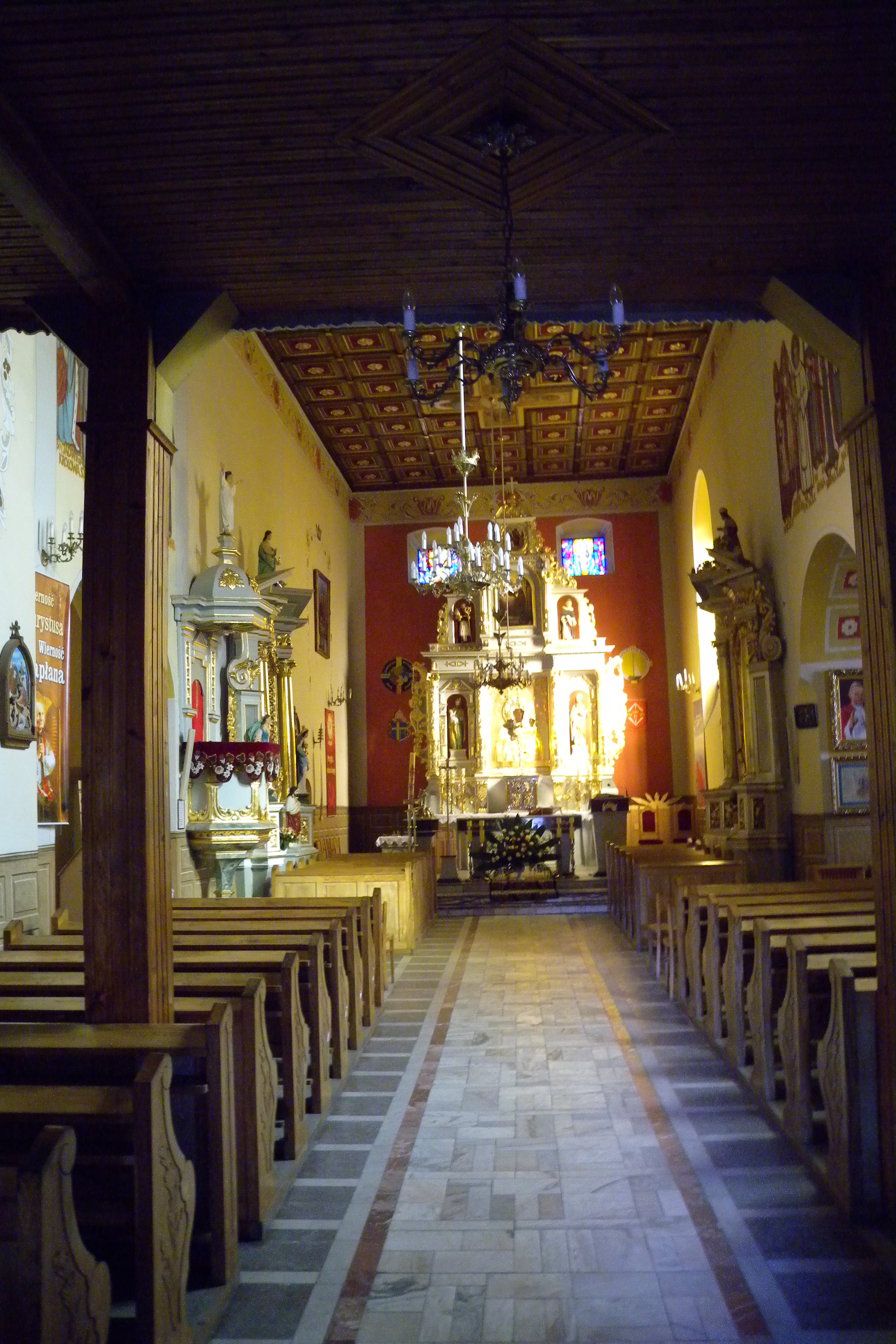
Wnętrze kościoła

## Cmentarz parafialny
Dawniej cmentarz znajdował się tuż przy kościele (pamiątką po tym są figury aniołów i Jezusa Chrystusa stojące pod witrażem kaplicy Walewskich), zaś właścicieli dóbr buczkowskich i dobrodziejów kościoła chowano w podziemnych kaplicach (obecnie niedostępnych).
Ze względu sanitarnych, 300 metrów na południe od kościoła, przeznaczono plac pod nowy cmentarz. Prawdopodobnie stało się w II połowie XIX w. Na przestrzeni lat cmentarz powiększał się i z pierwotnego kwadratu, stał się wielobokiem liczącym 2,24 ha.
Większość grobów jest z okresu powojennego (co spowodowane jest zniszczeniem przez hitlerowców większości starych nagrobków, pod miejsce grzebalne dla Niemców), jednak można znaleźć mogiły austriackich oraz rosyjskich żołnierzy z okresu I wojny światowej, oraz żołnierzy polskich, poległych w czasie Kampanii wrześniowej w 1939 roku. Na cmentarzu znajduje się też kaplica Gronowskich i groby byłych proboszczów parafii- Stanisława Rutkiewicza i Jana Ciesielczyka.

## Proboszczowie parafii (od 1918)
1. Stanisław Drzymała (1918?-1926)
2. Ignacy Kotlicki (1926-1928)
3. Wiktor Bilski (1928-1932)
4. Witold Nadolski (1932-1933)
5. Adam Nowak (1933-1939) (maj – listopad 1945)
6. Stefan Skowroński (1939-1941) (zamordowany w obozie w Dachau)
7. Józef Sulwiński (listopad 1945 – 1947)
8. Mieczysław Klimkiewicz (1947-1962)
9. Anatoliusz Starzyński (1962-1966)
10. Władysław Homka (1966-1968)
11. Stanisław Wieteska (1968-1971)
12. Henryk Adamczyk (1971-1977)
13. Zdzisław Wujak (1977-1981)
14. Wiesław Jończyk (1981 – 6 kwietnia 1988)
15. Jan Ciesielczyk (6 kwietnia 1988 – 29 sierpnia 2007)
16. Zbigniew Kaczmarkiewicz (30 sierpnia 2007– 30 czerwca 2015)
17. Zbigniew Dawidowicz (1 lipca 2015– 30 czerwca 2016)
18. Rafał Mazurczyk (od 1 lipca 2016)